# 女人的碎片
《女人碎片》（英語：Pieces of a Woman）是2020年的加美劇情片。影片由蒙德鲁措·科尔内利執導，卡塔·韦伯編劇，凡妮莎·寇比、西亞·李畢福、莫莉·帕克、莎拉·斯努克、埃莱扎·施莱辛格、本·萨弗迪、吉米·費爾斯和艾倫·鮑絲汀飾演一家人，講述瑪莎（寇比）經歷痛苦分娩、失去孩子及隨後母親伊莉莎白（鮑絲汀）控告助產士伊娃（帕克）造成嬰兒死亡。马丁·斯科塞斯和參與執行製片，霍华德·肖負責電影配樂。
《女人碎片》是加拿大和美國聯合製片，改編自科尔内利和韦伯有關喪失與悲傷的同名舞台劇。它於2020年9月4日在第77屆威尼斯影展首映，寇比奪得沃爾庇杯最佳女演員獎。2020年12月30日，電影開始有限上映，次年1月7日在Netflix線上串流，電影開頭的生產長鏡頭開始受到關注。
影片取得大致好評，寇比等人的演技贏得讚譽，但劇情要素慘遭惡評。寇比於2021年入圍奧斯卡金像獎、英國電影學院獎、金球獎、評論家選擇電影獎和美國演員工會獎最佳女主角。

## 劇情
住在波士頓的年輕情侶瑪莎（Martha）和尚恩（Sean）正翹首盼望首個孩子的誕生。瑪莎的有錢母親伊莉莎白（Elizabeth）給他們買了輛小客車，而尚恩一直對丈母娘頗有怨言。
瑪莎選擇在家分娩，但原來的助產士芭芭拉（Barbara）有事來不了，找了另名助產士伊娃（Eva）替代。瑪莎在宮縮時感到噁心和疼痛，開到十指時，伊娃發現嬰兒心跳已降到危險的低水平。尚恩問是否能持續，伊娃回答可以叫救護車。瑪莎不久誕下女嬰，伊娃接著察覺嬰兒臉色發紫，儘管嘗試挽救，但還是無力回天。
一個月後，瑪莎和尚恩與驗屍官見面，後者急於找出死因，而前者不太情願討論此事。他們得知死因尚未確定，只能肯定嬰兒是處在低氧環境。尚恩情緒激動地離開，決定起訴伊娃；瑪莎留在現場，決定將遺體提供給醫學部門。
瑪莎和尚恩的關係開始產生裂縫，與母親的關係也同樣如此。伊莉莎白希望埋葬孩子，並舉行葬禮。瑪莎和尚恩依然沈浸在悲痛中。尚恩退回小客車、與瑪莎表姐蘇珊娜（Suzanne）發生性行為、在戒酒近7年後重新喝酒且吸食可卡因。蘇珊娜同時是起訴伊娃的律師，告知他訴訟可能獲利豐厚。
在家庭聚會上，伊莉莎白告訴瑪莎得參加伊娃的審判，責怪就是因為她選擇在家生產才導致外孫女的死亡，於是兩母女爭吵起來。接著，伊莉莎白告訴尚恩自己從未喜歡過他，給了他張大限額支票讓他永遠離開。尚恩決定去西雅圖，瑪莎送他到洛根國際機場搭乘飛機。
數月後，瑪莎去伊娃的審判作證。聽完證詞後，法官允許她作陳詞，她表明伊娃無需對死亡負責，自己也沒有責怪他。瑪莎回到家後發現放在冰箱裏的蘋果種子開始發芽。一個月後，她站在尚恩負責建造的橋上，將女兒的骨灰灑進河中。
數年後，一個小女孩爬上樹摘下蘋果食用。瑪莎呼喚她的名字——露西安娜（Lucianna），女孩下來後兩人一同走出畫面。

## 演員
- 凡妮莎·寇比 飾 瑪莎·韋斯（Martha Weiss）
- 西亞·李畢福 飾 尚恩·卡森（Sean Carson）
- 艾倫·鮑絲汀 飾 伊莉莎白·韋斯（Elizabeth Weiss）
- 莫莉·帕克 飾 伊娃·伍德沃德（Eva Woodward）
- 莎拉·斯努克（英语：Sarah Snook） 飾 蘇珊娜·韋斯（Suzanne Weiss）
- 埃莱扎·施莱辛格（英语：Iliza Shlesinger） 飾 安娜·「安妮塔」·韋斯（Anna "Anita" Weiss）
- 本·萨弗迪（英语：Safdie brothers） 飾 克里斯（Chris）
- 吉米·費爾斯（英语：Jimmie Fails） 飾 麥克斯（Max）
- 多梅尼克·迪罗萨（Domenic Di Rosa） 飾 驗屍官

來源：Metacritic

## 製作

### 舞台劇

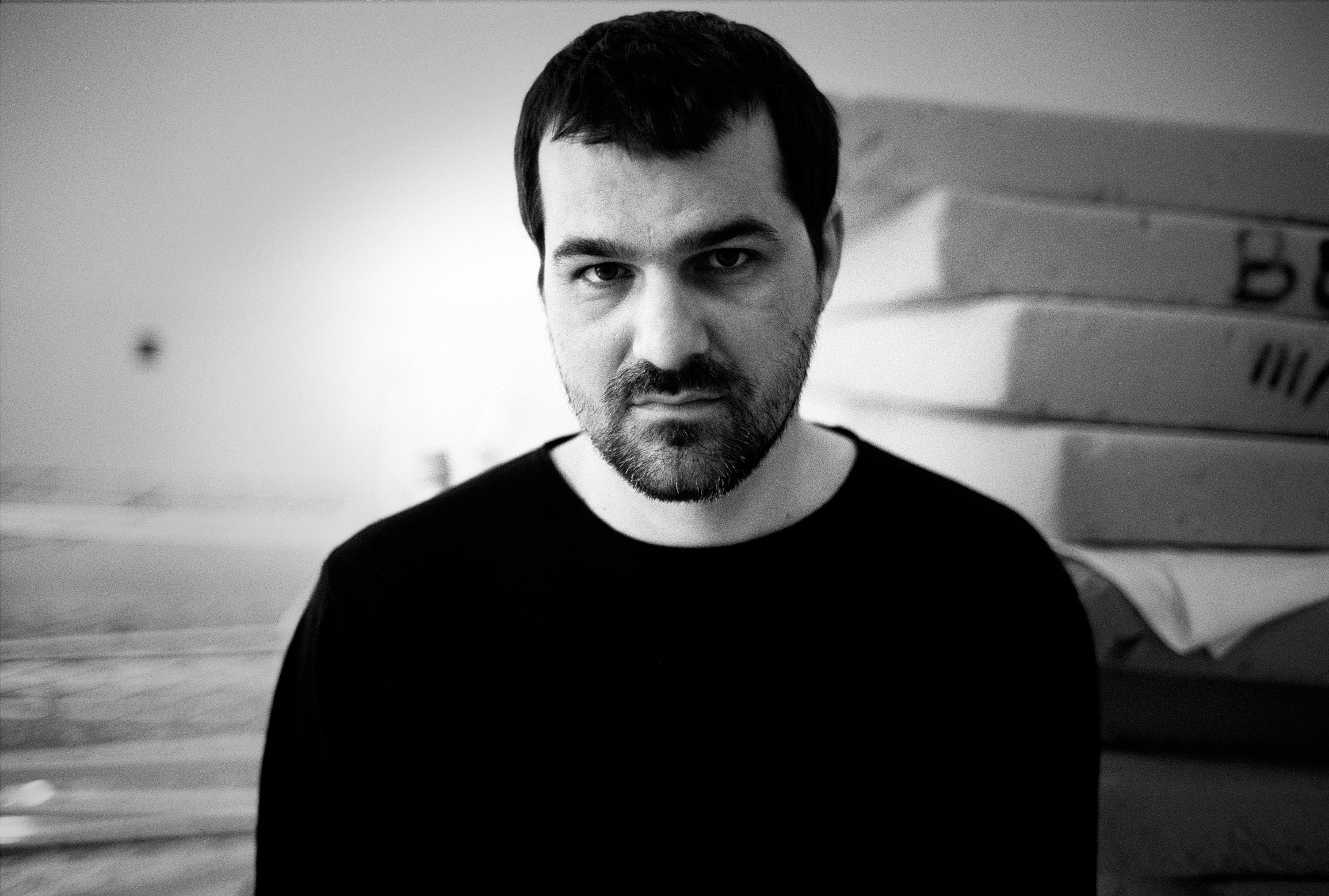
導演蒙德鲁措·科尔内利

蒙德鲁措·科尔内利和卡塔·韦伯兩夫妻共同創作《女人碎片》舞台劇，靈感來自韦伯流產。兩人原先不想談論此事或走出傷痛，但科尔内利讀到韦伯筆記本上寫了名女性和母親爭論失去孩子的場景時，覺得這值得探索。韦伯創作這幕時已命名為《女人碎片》，科尔内利鼓勵她將其發展成「家庭劇」後成為此劇作家。劇本完成後在波蘭華沙的多樣劇場首映。舞台劇角色有瑪雅（Maja，瑪莎波蘭語）、她年邁的母親和挪威丈夫，共有分娩和之後的家宴兩幕。菲利普·皮奧特羅維奇（Filip Piotrowicz）在百老匯世界寫道這幾幕在實時和真實道具（包括烤箱真的在煮食）下表演，感覺既像電影又像經典戲劇形式。分娩一幕有使用多媒體器材，舞台上的演出用漫游式攝像機錄製，並在劇院屏幕直播，其他屏幕則顯示胎兒的超聲波掃描。

### 籌備與主題
《女人碎片》電影版於2019年10月進入製片程序，由科尔内利執導，韦伯編劇。影片改編自他們的舞台劇和虛構化匈牙利接生員安尼斯·蓋雷布的訴訟案。韦伯創作電影時諮詢了精神科醫師和其他失去孩子的女性。科尔内利選擇將影片的背景設在波士頓，他認為這座城市有著具歷史意義的愛爾蘭天主教文化，對原作中保守的波蘭社會是不錯的轉化。這是他首部英語作品。韦伯將劇本曾交給匈牙利國際電影基金會，但毫無收穫，之後落在亞倫·瑞德手上，他讀完後展示給製片人阿什利·李文森 （Ashley Levinson）和凱文·圖倫（Kevin Turen），兩人於是接手。马丁·斯科塞斯和等人是影片的執行製片人。斯科塞斯透過作曲家霍华德·肖在上映前觀看影片，並在電影完成後提供協助，從而希望幫當時還名不見經傳的科尔内利和韦伯衝銷量。曾出演斯科塞斯電影的艾倫·鮑絲汀講道他「注意到（有關《女人碎片》）的東西是（她）未曾注意到的，（因此）你能感受到他對電影製作藝術的鑒賞力極為出眾。」
的里皮·羅伊（Lipi Roy）醫生認為電影在疫情期間上映符合它探討的創傷主題。科尔内利和凡妮莎·寇比評論電影中的喪失可以跟疫情中失去親人的人們對話，而韦伯以孤獨和無力的相關性來談瑪莎所經歷的感受。寇比稱《女人碎片》「幾乎是（瑪莎這個）角色在學習悲痛」，同時影片探討了兩代間的創傷。羅伊表示雖然在電影中瑪莎的家人都在場，但情感上卻無法跟她產生連結，每個人都用不同的方式來消化喪亡。《NOW》訪問的助產士指出電影的喪慟通常都是一段建立關係的經歷，但《女人碎片》卻能專注於箇中差異。漫畫書資源的雷納爾多·馬塔丁（Renaldo Matadeen）雖認為《女人碎片》並無探討瑪莎和尚恩共享喪親之痛，但還是用《婚姻故事》來對照其對悲痛的探索。《NOW》的凱文·里奇（Kevin Ritchie）還注意到電影自始至終都將焦點轉移在主題上，包括開頭階級的緊張局勢，及結尾專注於代溝和納粹大屠殺倖存者揮之不去的思想包袱。《紐約客》的安東尼·萊恩寫道電影「等同於冬天的一系列變化」，並與很少改變的波士頓相輝映。《國際螢幕》的李·馬歇爾（Lee Marshall）同樣認為寒冷的背景和「壓抑的」哥德復興式建築有助告知電影主題。

### 選角

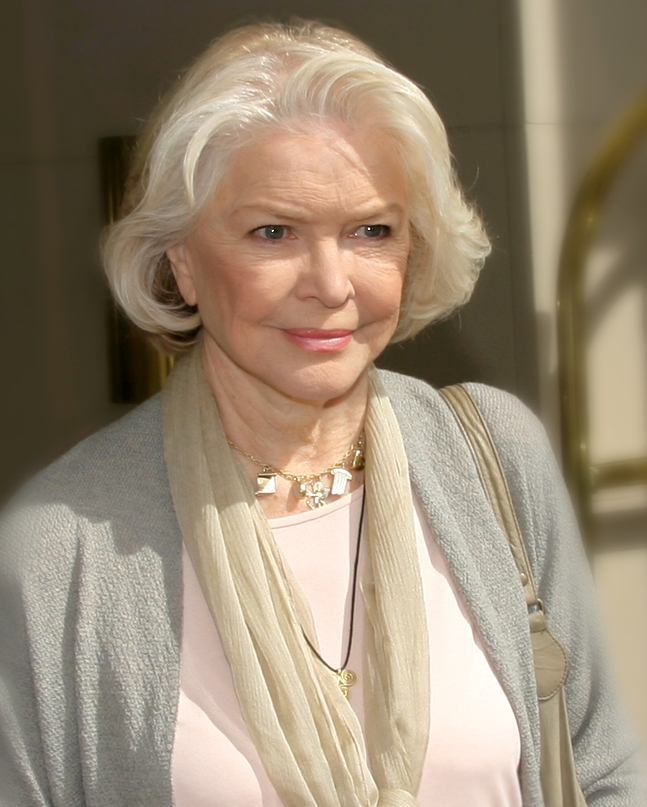
艾倫·鮑絲汀對她年老角色的吃重度感到滿意。

首位進劇組的是飾演尚恩的西亞·李畢福，緊隨其後的是飾演瑪莎的凡妮莎·寇比。寇比曾與李文森一家會面，表示想參與像一樣的電影，於是山姆·李文森給她看了劇本。科尔内利是《王冠》的粉絲，在觀看寇比飾演公主後想招其進組，認為她的演技媲美和凱撒琳·丹尼芙，他也正想與演藝生涯處在「除了恐懼以外的技能都儲備好（……）當你成名後，你就會越來越小心」的寇比合作。儘管討論時寇比是角色的首要候選人，但她在看劇本前，已有大牌拒絕出演此作品。她看完劇本後第二天就飛去布達佩斯與科尔内利開了兩小時的會議。問起此事時，寇比回答她「就是愛這劇本……懂的人就懂」。
2019年10月電影宣布開拍時，寇比和李畢福確定為主演。寇比揣摩角色時有與失去孩子的女性交談，同時為演出開場的分娩戲做充足準備。她從來沒生過孩子，很擔心不夠真實，所以她首先看了生產紀錄片，但覺得剪輯味太重，於是她寫信給產科醫生，並獲其中一個醫生克萊爾·梅隆（Claire Mellon）邀請去觀察產房，包括允許見證嬰孩出生。寇比告訴全國公共廣播電台如果沒有這段經歷，她將無法在影片中演出。
同年12月，吉米·費爾斯、艾倫·鮑絲汀、莫莉·帕克和埃莱扎·施莱辛格加入劇組。次年1月，莎拉·斯努克和本·萨弗迪緊隨其後出演電影。鮑絲汀表示加入劇組是「三贏」，因為她能與她愛的《白色上帝》導演合作、出演欣賞的劇本以及與給她留下印象的《王冠》演員寇比合作。寇比也很興奮與鮑絲汀同台搭戲。

### 拍攝
主體拍攝於2019年12月3日在加拿大蒙特婁開始，次年1月晚旬殺青。
影片備受關注的是開頭長達24分鐘的分娩長鏡頭，《衛報》的阿德里安·霍頓（Adrian Horton）稱其為「就是那一幕」，而《娱乐周刊》則認為是「年度最受爭議的鏡頭」。科尔内利雖然知道韦伯想要所有細節擺在眼前，但這個一鏡到底他早已計劃好，所以這並非她預料之中。科尔内利以瑪莎首次陣痛開始鏡頭，並以救護車到來結束，表示這樣做是「因為（他們不）想表達確切事件」而企圖讓觀眾只看到存活的嬰兒，同時製造懸念。導演科尔内利希望演員在該幕自己選擇如何表演，所以沒有正確演法，當中尚恩講的冷笑話也是李畢福想出來的，同時製作組為免影響演員也不會向他們示範演出。寇比告訴《帝國》演員「有張走位的示意圖，接著（他們會）自由發揮看看產生出什麼。」有三名劇組工作人員參與鏡頭工作，包括應科尔内利要求擔任攝影師的攝影指導班傑明·盧布（Benjamin Loeb）及兩名吊桿操作員。生產執導埃蘭·麥卡利斯特（Elan McAllister）也被帶到片場協助寇比和李畢福。盧布希望能呈現出嬰兒視角般的「輕盈」質感，但手提攝影機太像紀錄片，所以選擇用穩定器拍攝場景。他還解釋流暢的環架運動讓場景更易觀賞，也是科尔内利為了補足可能會引起爭議的題材所追求的做法。儘管盧布事先做體能訓練讓自己有足夠力氣扛著環架荷载相機錄製整幕，但還是對他健康造成不良影響。

演出開場戲的寇比。表演強烈情緒和瑪莎整段生產的連續拍攝讓寇比哭了「約三分鐘」，科尔内利因而抱著她。

該幕用一部攝像機用了兩天拍攝，一天四次，另一天兩次。它是電影拍攝的首幕，用了超過30頁篇幅描繪。選擇一鏡到底主要是因為舞台劇的同一幕和包含視頻直播。盧布表示他們「想要確保這一組鏡頭從某些方面感覺像冗長的呼吸」。最終呈現在螢幕上是第四鏡次，雖然在技術上沒有第二天的準確，但科尔内利認為它更有活力。寇比很開心這場戲能用一鏡到底拍攝，雖然十分嚇人，但她可以整場維持相同精力。她同時表示這場戲好像在舞台演出，雖然花了很長時間才從情緒中平復回來，但還是「（她）一生中最好的電影體驗」。為了保持幾幕間的情緒，寇比聽了有關期待和生育的歌單。
在夫妻公寓內的戲份是用真房子拍攝。房內的大型拱門讓盧布和演員移動，而寇比如果願意的話除浴室門外能充分利用這些空間，科尔内利原先想讓他們進出浴室三次，但最後減至一次，以免可能糟蹋拍攝。他之所以選擇這所房子是因為其佈局和話劇的舞台設計相同。拍攝前只用盧布手機進行了一次耗時38分鐘的排練。對於沒有做更多的排練，科尔内利告訴《禿鷲》「如果你精心編排，整場戲就會變得非常冷漠和蓄意，（而）當你不修飾任何東西，它（會）變得有著風格的相機抖動」。戲中使用了真實嬰兒，而臍帶則是電腦成像。嬰兒由親生母親抱著在公寓外候命，拍到出生一刻才從鏡頭外帶入。科尔内利和寇比都認為真實嬰兒是不可或缺的一部分。那場戲也促成了其他真實感，例如在進行到一半時，尚恩知所以急急火火地尋找電話撥打911，因為有一半鏡次（包括最終剪輯版本）李畢福都忘了道具放在哪。
《紐約客》的理查德·布羅迪稱該幕為「純粹的噱頭」，表示直到最後一刻情緒都很空洞，它對影片其他部分的意義是「作證據來說終歸為毫無意義的象徵性功能」。《禿鷲》的希拉里·凱利（Hillary Kelly）反而認為這幕「是演技把戲，也是控制情緒的手柄，提醒人們生產是一旦開始就無法擺脫的過程」。

### 音樂
霍华德·肖創作電影配樂。影片的開場曲是蕭早前發行的《废墟与记忆》鋼琴協奏曲第二樂章，為郎朗演奏。樂章長達十分鐘，在影片24分鐘開場戲期間播放，之後音樂隨著故事發展變得「逐漸刺耳」，有時流露出不安。大部分配樂是鋼琴曲組成，同時包括鋼片琴和雙簧管，古典調頻電台的麥迪·肖·羅伯茨（Maddy Shaw Roberts）表示它帶領觀眾「以冥想、做夢般的形式穿梭故事，陪伴瑪莎報應（到來）」。蕭經共同朋友羅柏特·蘭托斯介紹參與作品，後因科尔内利的歌劇背景兩人合作，科尔内利表示想要配樂是古典音樂。他們在封鎖期間開始創作音樂，紐約的蕭、布達佩斯的科尔内利和德國特德克斯工作室的音樂家因此遠程合作。
蕭想透過音樂流露出瑪莎和她孩子的角度，同時表達喪慟和希望。雖然蕭沒有特定主題，但經常以較暗黑的音樂為代表。展現瑪莎和嬰孩的主題在整部電影反覆播放，包括瑪莎嚴肅地看著其他孩子時播放的嬰孩主題，而《废墟与记忆》片段重新利用在配樂的其他部分。在影片結尾，一段由霍爾格·格羅斯霍普（Holger Groschopp）「某程度上即興創作」的新旋律用來呈現瑪莎開展新的生活。
2021年1月8日，原聲帶由迪卡唱片公司數位發行。樂評人批評配樂「擾人」。

## 上映
2020年9月4日，影片在第77屆威尼斯影展正式競賽舉行全球首映，並在2020年多倫多國際影展期間於TIFF Bell Lightbox舉行北美首映。同年9月12日，Netflix在多倫多國際影展取得全球發行權。科尔内利很開心賣給Netflix，稱他們對獨立電影人的欣賞堪比1970年代的美國。
預告於2020年11月釋出，而電影於同年12月30日在部分影院有限上映，之後於隔年1月7日能在Netflix網上收看。影片數位發行後三天均為觀看量最多，首播週末總觀看數位列第二。

## 反響

### 專業影評

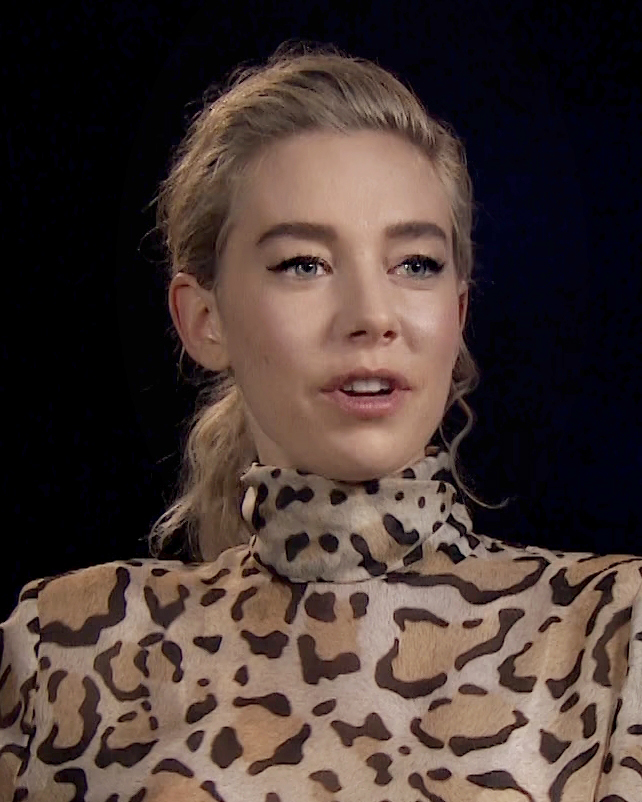
凡妮莎·寇比的演技贏得廣泛讚譽，並入圍奧斯卡最佳女主角獎。

根據爛番茄收集的227篇評論文章，影片「新鮮度」63%，平均得分6.8（最高十分）。網站的共識評述寫道：「《女人的碎片》雖在嘖嘖稱奇的開場戲後很難保持勢頭，但凡妮莎·寇比的演出讓最終成果變成喪慟的淒美畫像。」Metacritic根據41份評論打出平均分66（最高100），表明「普遍好評」。
《時尚》的皮帕·沃斯珀（Pippa Vosper）和瑪莎一樣的方式失去孩子，表示寇比飾演角色「準確到令人不安」，並很開心影片沒有迴避失去嬰兒的嚴峻現實。《星期日標準報》的夏洛特·奧沙利文（Charlotte O'Sullivan）也稱讚科尔内利用惻隱之心來處理瑪莎的長久悲痛。阿德里安·霍頓雖與其他影評人高度稱讚寇比的演技，但認為影片圍繞瑪莎的創傷，而並非瑪莎本人讓他感到灰心。《帝國》的泰芮·懷特和《娛樂週刊》的利亞·格林布拉特（Leah Greenblatt）也讚揚李畢福的演技。
《衛報》的韓山·布魯克斯（Xan Brooks）寫道電影是「演戲大師班」，但感覺表演痕跡很重。布魯克斯同僚彼得·布拉德肖同意演員的演戲才華，但認為除了生產戲和結局，影片充斥著「許多明顯不真實、愚蠢和不和諧的情節」。《好萊塢報導》的大衛·魯尼（David Rooney）認為寇比的演出是「電影悲痛欲絕的核心」，但被「乏味的」審判室台詞和尷尬的圓滿結局破壞。魯尼、奧沙利文和全國公共廣播電台的賈斯汀·張（Justin Chang）批評過分簡化的隱喻和過度煽情。
2022年8月，《IndieWire》列出40部最佳悲傷電影名冊裡，本片榜上有名。

### 榮譽
發行公司Netflix原先積極推寇比、李畢福、波斯蒂恩、科尔内利、韦伯、沙夫戴、費爾斯和史諾克去角逐演技、導演和劇本類獎項，但李畢福於2020年晚旬遭前女友FKA Twigs指控性侵犯後，因考慮應專注影片本身和其所帶意義而將他從宣傳活動剔除。
| 獎項               | 典禮日期      | 範疇                           | 獲獎與入圍者                  | 結果 | 參考   |
| ------------------ | ------------- | ------------------------------ | ----------------------------- | ---- | ------ |
| 奥斯卡金像奖       | 2021年4月25日 | 最佳女主角                     | 凡妮莎·寇比                   | 提名 | [ 64 ] |
| 女性电影记者联盟   | 2021年1月4日  | 最佳女主角                     | 凡妮莎·寇比                   | 提名 | [ 65 ] |
| 女性电影记者联盟   | 2021年1月4日  | 最大膽演出獎                   | 凡妮莎·寇比                   | 提名 | [ 65 ] |
| 女性电影记者联盟   | 2021年1月4日  | 最佳女配角                     | 艾倫·鮑絲汀                   | 提名 | [ 65 ] |
| 女性电影记者联盟   | 2021年1月4日  | 對抗年齡歧視的德高望重女性獎   | 艾倫·鮑絲汀                   | 提名 | [ 65 ] |
| 英国电影学院奖     | 2021年4月11日 | 最佳女主角                     | 凡妮莎·寇比                   | 提名 | [ 66 ] |
| 美國選角導演協會   | 2021年4月15日 | 電影製片廠或獨立製片劇情類長片 | 潔西卡·凱利（Jessica Kelly）  | 提名 | [ 67 ] |
| 评论家选择电影奖   | 2021年3月7日  | 最佳女主角                     | 凡妮莎·寇比                   | 提名 | [ 68 ] |
| 评论家选择电影奖   | 2021年3月7日  | 最佳女配角                     | 艾倫·鮑絲汀                   | 提名 | [ 68 ] |
| 金球獎             | 2021年2月28日 | 最佳戲劇類電影女主角           | 凡妮莎·寇比                   | 提名 | [ 69 ] |
| 好莱坞音乐传媒奖   | 2021年1月27日 | 最佳長片原創配樂               | 霍华德·肖                     | 提名 | [ 70 ] |
| 休斯顿影评人协会   | 2021年1月18日 | 最佳女主角                     | 凡妮莎·寇比                   | 提名 | [ 71 ] |
| 休斯顿影评人协会   | 2021年1月18日 | 最佳女配角                     | 艾倫·鮑絲汀                   | 提名 | [ 71 ] |
| 伦敦影评人协会     | 2021年2月7日  | 年度女主角                     | 凡妮莎·寇比                   | 提名 | [ 72 ] |
| 伦敦影评人协会     | 2021年2月7日  | 年度女配角                     | 艾倫·鮑絲汀                   | 提名 | [ 72 ] |
| 伦敦影评人协会     | 2021年2月7日  | 最佳英國/愛爾蘭女主角          | 凡妮莎·寇比（同時憑《》入圍） | 提名 | [ 72 ] |
| 聖地牙哥影評人協會 | 2021年1月11日 | 最具突破演員                   | 凡妮莎·寇比                   | 提名 | [ 73 ] |
| 聖地牙哥影評人協會 | 2021年1月11日 | 最佳女主角                     | 凡妮莎·寇比                   | 提名 | [ 73 ] |
| 聖地牙哥影評人協會 | 2021年1月11日 | 最佳女配角                     | 艾倫·鮑絲汀                   | 提名 | [ 73 ] |
| 國際影展           | 2021年3月31日 | 大師獎                         | 凡妮莎·寇比                   | 獲獎 | [ 74 ] |
| 卫星奖             | 2021年2月15日 | 最佳劇情類女主角               | 凡妮莎·寇比                   | 提名 | [ 75 ] |
| 卫星奖             | 2021年2月15日 | 最佳女配角                     | 艾倫·鮑絲汀                   | 提名 | [ 75 ] |
| 圣路易斯影评人协会 | 2021年1月14日 | 最佳女主角                     | 凡妮莎·寇比                   | 提名 | [ 76 ] |
| 圣路易斯影评人协会 | 2021年1月14日 | 最佳女配角                     | 艾倫·鮑絲汀                   | 提名 | [ 76 ] |
| 美國演員工會獎     | 2021年4月4日  | 最佳女主角                     | 凡妮莎·寇比                   | 提名 | [ 77 ] |
| 威尼斯电影节       | 2020年9月12日 | 金獅獎                         | 蒙德鲁措·科尔内利             | 提名 | [ 46 ] |
| 威尼斯电影节       | 2020年9月12日 | 青年電影獎                     | 蒙德鲁措·科尔内利             | 獲獎 | [ 78 ] |
| 威尼斯电影节       | 2020年9月12日 | 沃爾庇杯最佳女演員獎           | 凡妮莎·寇比                   | 獲獎 | [ 79 ] |

### 腳註
1. ↑  Venice Biennale 2020.
2. 1 2  . Metacritic.   [2021-05-11]. （原始内容存档于2020-10-14）.
3. 1 2 3 4  O'Connor 2020.
4. 1 2 3  Piotrowicz 2019.
5. ↑  Polska Agencja Prasowa SA 2020.
6. 1 2 3 4 5 6 7 8 9 10  Kelly 2021.
7. 1 2  N'Duka 2019.
8. 1 2 3 4 5 6 7  Webb 2021.
9. 1 2  Stanford 2020.
10. ↑  Lindahl 2020.
11. ↑  Dávid 2021.
12. ↑  Galuppo 2019.
13. 1 2 3  Burlingame 2021.
14. ↑  Nemiroff 2021a.
15. 1 2  Roy 2021.
16. ↑  Huff 2020.
17. ↑  Saval 2021.
18. 1 2 3 4 5  Blyth 2020.
19. ↑  Ritchie & Simonpillai 2021.
20. ↑  Matadeen 2021.
21. ↑  Ritchie 2020.
22. ↑  Lane 2021.
23. ↑  Marshall 2020.
24. 1 2 3  Davis 2020.
25. ↑  Joy 2021.
26. ↑  Sisley 2021.
27. ↑  Carr 2020.
28. ↑  Garcia-Navarro 2021.
29. ↑  Sneider 2019.
30. ↑  D'Alessandro 2019.
31. ↑  Sneider 2020.
32. 1 2  Brody 2021.
33. ↑  Goulkas 2019.
34. 1 2  Riley 2021.
35. 1 2  Horton 2021.
36. 1 2  Nolfi 2020.
37. 1 2  Nemiroff 2021b.
38. ↑  Sanchez 2020.
39. ↑  Norton 2020.
40. ↑  Film Music Reporter 2020.
41. 1 2 3 4  Shaw Roberts 2021.
42. 1 2  Power 2021.
43. 1 2  Greiving 2021.
44. 1 2 3  Brooks 2020.
45. 1 2 3  Rooney 2020.
46. 1 2  Tartaglione 2020.
47. 1 2  Fleming, Jr 2020.
48. ↑  Donnelly 2020.
49. ↑  Lattanzio & Erbland 2020.
50. ↑  Moore 2020.
51. ↑  Oganesyan 2020.
52. ↑  Brueggemann 2021.
53. ↑  . Rotten Tomatoes.   [2021-05-11]. （原始内容存档于2020-09-16）.
54. ↑  Vosper 2021.
55. 1 2  O'Sullivan 2021.
56. ↑  Debruge 2020.
57. 1 2  Chang 2021.
58. ↑  White 2021.
59. ↑  Greenblatt 2021.
60. ↑  Bradshaw 2020.
61. ↑  Alison Foreman and Kate Erbland. . IndieWire.   [2022-08-21]. 原始内容存档于2022-09-22 （英语）.
62. ↑  Lattanzio 2020a.
63. ↑  Specter 2021.
64. ↑  Oscars 2021.
65. ↑  Davis 2021.
66. ↑  BAFTA 2021.
67. ↑  Pedersen 2021.
68. ↑  Critics Choice Association 2021.
69. ↑  Nordyke, Konerman & Lewis 2021.
70. ↑  Grein 2021.
71. ↑  Neglia 2021a.
72. ↑  Ritman 2021.
73. ↑  Neglia 2021b.
74. ↑  Hipes 2021.
75. ↑  Van Blaricom 2021.
76. ↑  Neglia 2021c.
77. ↑  Neglia 2021d.
78. ↑  Kaszás 2020.
79. ↑  Lattanzio 2020b.

### 文獻
視聽媒體
- Joy, Neha. . The Hollywood Reporter. Vanessa Kirby, Ellen Burstyn, Kornél Mundruczó, Kata Wéber（受訪人）. 2021.  事件发生在 03:20-03:55  [2021-07-14]. （原始内容存档于2021-05-14） –YouTube. I was a huge fan of 'The Crown' and I was a huge fan of Princess Margaret; she was strong and she was secretful, and she was rich and she was beautiful, you know, it was like: 'oh my goodness' this is the icons of the big times, like Claudia Cardinale or Catherine Deneuve and those characters, and I was like, you know, I want to do this movie with her.
- Norton, Graham. . The Graham Norton Show, BBC. Vanessa Kirby（嘉賓）. 2020-12-18  [2021-01-23]. （原始内容存档于2021-01-01）.
- Sanchez, Diana. . Vanessa Kirby, Ellen Burstyn, Kornél Mundruczó, Kata Wéber（受訪人）.  事件发生在 9:18–9:35. 2020-09-14  [2021-05-21]. （原始内容存档于2021-05-13） –YouTube.

專題報導
- Chang, Justin. . NPR. 2021  [2021-05-11]. （原始内容存档于2021-01-15）.
- Greiving, Tim. . Los Angeles Times. 2021-01-25  [2021-05-12]. （原始内容存档于2021-02-02）.
- Kelly, Hillary. . Vulture. 2021-01-12  [2021-01-08]. （原始内容存档于2021-01-15）.
- Matadeen, Renaldo. . CBR. 2021-02-02  [2021-05-12]. （原始内容存档于2021-02-05）.
- Roy, Lipi. . Forbes. 2021  [2021-05-12]. （原始内容存档于2021-04-27）.
- Saval, Malina. . Variety. 2021-03-01  [2021-05-12]. （原始内容存档于2021-03-10）.
- Shaw Roberts, Maddy. . Classic FM. 2021-01-11  [2021-05-12]. （原始内容存档于2021-01-17）.
- Sisley, Dominique. . AnOther. 2021-01-06  [2021-05-21]. （原始内容存档于2021-01-06）.
- Stanford, Eleanor. . The New York Times. 2020-12-31  [2021-05-12]. ISSN 0362-4331. （原始内容存档于2021-04-28）.
- Vosper, Pippa. . British Vogue. 2021  [2021-05-11]. （原始内容存档于2021-01-24）.
- Webb, Beth. . Empire. Vol. 2021年2月. 2021: 75–78.

訪問
- Blyth, Antonia. . Deadline. 2020-08-31  [2021-05-17]. （原始内容存档于2020-09-01）.
- Burlingame, Jon. . Variety. 2021-01-29  [2021-05-12]. （原始内容存档于2021-02-20）.
- Davis, Clayton. . Variety. 2020-11-12  [2021-05-12]. （原始内容存档于2021-04-21）.
- Garcia-Navarro, Lulu. . NPR. 2021-01-17  [2021-05-11]. （原始内容存档于2021-05-11）.
- Huff, Lauren. . Entertainment Weekly. 2020-09-09  [2021-05-12]. （原始内容存档于2021-04-21）.
- Nemiroff, Perri. . Collider. 2021-01-09  [2021-05-11]. （原始内容存档于2021-01-25）.
- Nemiroff, Perri. . Collider. 2021-01-10  [2021-05-11]. （原始内容存档于2021-01-29）.
- Power, Tom. . Observer. 2021-01-26  [2021-05-12]. （原始内容存档于2021-02-21）.
- Riley, Jenelle. . Variety. 2021-01-14  [2021-05-11]. （原始内容存档于2021-01-28）.
- Ritchie, Kevin; Simonpillai, Radheyan. . NOW Magazine. 2021-01-12  [2021-05-12]. （原始内容存档于2021-04-13）.

新聞
- Brueggemann, Tom. . IndieWire. 2021-01-11  [2021-01-17]. （原始内容存档于2021-01-13）.
- Carr, Flora. . Radio Times. 2020  [2021-05-11]. （原始内容存档于2021-05-11）.
- D'Alessandro, Anthony. . Deadline. 2019-12-16  [2019-12-16]. （原始内容存档于2020-04-08）.
- Dávid, Klág. . Telex. 2021-01-10  [2021-01-10]. （原始内容存档于2021-01-10）.
- Davis, Clayton. . Variety. 2021-01-04  [2021-05-11]. （原始内容存档于2021-01-11）.
- Donnelly, Matt. . Variety. 2020-09-12  [2020-09-12]. （原始内容存档于2020-09-12）.
- Film Music Reporter. . Film Music Reporter. 2020-08-19  [2020-08-20]. （原始内容存档于2020-10-14）.
- Fleming, Jr, Mike. . Deadline. 2020-09-12  [2021-05-12]. （原始内容存档于2021-01-10）.
- Galuppo, Mia. . The Hollywood Reporter. 2019-10-22  [2019-12-09]. （原始内容存档于2019-12-08）.
- Goulkas, Katina. . mtlblog.com. 2019-11-25  [2019-12-09]. （原始内容存档于2019-12-10）.
- Grein, Paul. . Billboard. 2021-01-27  [2021-01-28]. （原始内容存档于2021-01-28）.
- Hipes, Patrick. . Deadline. 2021-02-02  [2021-02-08]. （原始内容存档于2021-02-08）.
- Kaszás, Fanni. . Hungary Today. 2020-09-14  [2021-05-21]. （原始内容存档于2020-09-15）.
- Lattanzio, Ryan. . IndieWire. Anne Thompson. 2020-12-20  [2021-05-11]. （原始内容存档于2021-01-08）.
- Lattanzio, Ryan. . IndieWire. 2020-09-12  [2020-09-12]. （原始内容存档于2020-09-12）.
- Lattanzio, Kate; Erbland, Ryan. . IndieWire. 2020-11-17  [2021-05-12]. （原始内容存档于2020-11-30）.
- Lindahl, Chris. . IndieWire. 2020-09-09  [2021-05-12]. （原始内容存档于2021-04-03）.
- Moore, Kasey. . What's on Netflix. 2020-11-10  [2021-01-07]. （原始内容存档于2021-01-08）.
- N'Duka, Amanda. . Deadline. 2019-10-22  [2021-05-11]. （原始内容存档于2020-10-22）.
- Neglia, Matt. . Next Best Picture. 2021-01-12  [2021-01-13]. （原始内容存档于2021-01-13）.
- Neglia, Matt. . Next Best Picture. 2021-01-11  [2021-01-12]. （原始内容存档于2021-01-12）.
- Neglia, Matt. . Next Best Picture. 2021-01-10  [2021-01-12]. （原始内容存档于2021-01-12）.
- Neglia, Matt. . Next Best Picture. 2021-02-04  [2021-02-04]. （原始内容存档于2021-02-05）.
- Nolfi, Joey. . Entertainment Weekly. 2020-11-18  [2021-05-12]. （原始内容存档于2021-02-18）.
- Nordyke, Kimberly; Konerman, Jennifer; Lewis, Hilary. . The Hollywood Reporter. 2021-02-03  [2021-02-03]. （原始内容存档于2021-02-04）.
- O'Connor, Roisin. . The Independent. 2020-12-31  [2021-01-08]. （原始内容存档于2021-01-10）.
- Oganesyan, Natalie. . Variety. 2020-11-17  [2020-11-18]. （原始内容存档于2021-01-08）.
- Pedersen, Erik. . Deadline. 2021-02-19  [2021-02-28]. （原始内容存档于2021-02-20）.
- Ritman, Alex. . The Hollywood Reporter. 2021-01-12  [2021-01-14]. （原始内容存档于2021-01-13）.
- Sneider, Jeff. . Collider. 2019-12-16  [2019-12-16]. （原始内容存档于2019-12-17）.
- Sneider, Jeff. . Collider. 2020-01-21  [2020-01-21]. （原始内容存档于2020-01-22）.
- Tartaglione, Nancy. . Deadline. 2020-07-28  [2020-07-28]. （原始内容存档于2020-07-31）.
- Van Blaricom, Mirjana. . International Press Academy. 2021-02-01  [2021-02-01]. （原始内容存档于2021-04-25）.

評論
- Bradshaw, Peter. . The Guardian. 2020-12-29  [2021-05-11]. （原始内容存档于2021-04-09）.
- Brody, Richard. . The New Yorker. 2021-01-12  [2021-07-14]. （原始内容存档于2021-01-12）.
- Brooks, Xan. . The Guardian. 2020-09-05  [2020-12-16]. ISSN 0261-3077. （原始内容存档于2021-01-08）.
- Debruge, Peter. . Variety. 2020-09-05  [2020-12-16]. （原始内容存档于2021-01-08）.
- Greenblatt, Leah. . Entertainment Weekly. 2021  [2021-05-11]. （原始内容存档于2021-04-24）.
- Horton, Adrian. . The Guardian. 2021-01-15  [2021-01-18]. （原始内容存档于2021-01-17）.
- Lane, Anthony. . The New Yorker. 2021  [2021-05-12]. （原始内容存档于2021-01-18）.
- Marshall, Lee. . Screen Daily. 2020  [2021-05-12]. （原始内容存档于2020-12-12）.
- O'Sullivan, Charlotte. . Evening Standard. 2021-01-08  [2021-05-11]. （原始内容存档于2021-03-01）.
- Piotrowicz, Filip. . BroadwayWorld. 2019  [2021-05-11]. （原始内容存档于2021-02-03）.
- Ritchie, Kevin. . NOW Magazine. 2020-09-13  [2021-05-12]. （原始内容存档于2021-02-03）.
- Rooney, David. . The Hollywood Reporter. 2020-09-05  [2020-12-16]. （原始内容存档于2021-01-08）.
- Specter, Emma. . Vogue. 2021  [2021-05-11]. （原始内容存档于2021-02-13）.
- White, Terri. . Empire. 2021  [2021-05-11]. （原始内容存档于2021-02-02）.

網站
- BAFTA. . 2021-03-09  [2021-03-09]. （原始内容存档于2021-03-09）.
- Critics Choice Association. . Critics Choice Awards. 2021-02-08  [2021-02-08]. （原始内容存档于2021-02-08）.
- Oscars. . Academy of Motion Picture Arts and Sciences. 2021-04-25  [2021-04-07]. （原始内容存档于2021-03-15）.
- Polska Agencja Prasowa SA. . 2020-09-09  [2020-09-14]. （原始内容存档于2020-10-14）.
- Venice Biennale. . Venice Film Festival. 2020  [2020-09-05]. （原始内容存档于2020-09-13）.

## 外部連結
- 互联网电影数据库（IMDb）上《女人的碎片》的资料（英文）
- 豆瓣电影上《女人的碎片》的資料 （简体中文）
- 在Netflix上觀看《女人的碎片》